# 진리의 문
진리의 문은 만화가 아라카와 히로무의 만화 강철의 연금술사에서 나오는 개념이다.

## 개요
- 히로무 아라카와의 작품 강철의 연금술사에서 현재의 세계와 주인공 엘릭형제가 사는 세계의 경계. 평행세계사이의 경계이며 절대적인 신과 같다 여겨지는 문.
- 죽은 사람을 연성,특정인의 혼을 연성,이미 존재하는 인간을 연성,현자의 돌을 연성 등으로 문을 열 수 있다

## 문의 모습과 내용
문의 외형적인 모습은 오귀스트 로댕의 조각 《지옥의 문》과 비슷하게 생겼다.
작품에서 묘사한 문 안의 모습은, 보라색의 눈동자를 가진 눈과 여러개의 기다란 검은색 손에 사방에 둘러싸인 모습으로 나타나고 있다. 단행본 5권에서, 주인공 에드워드 엘릭은 자신의 죽은 어머니를 다시 생체 연성을 하는 장면이 나오는데 이때 그는 연성을 하던 도중 문 앞으로 가게 된다. 이곳에서 그는 문 앞에 있는 '진리'라는 인간 형태의 무언가를 만나게 되는데 '진리'는 에드워드를 문 안으로 보내며 그곳에서 에드워드는 '진리'라는 것을 보게 되며, 그 이후로 연성진을 사용하지 않고도 연금술을 할 수 있게 된다.